# آرزوهای بزرگ (مجموعه تلویزیونی ۲۰۱۱)
آرزوهای بزرگ (انگلیسی: Great Expectations) یک مجموعهٔ تلویزیونی بریتانیایی بر پایهٔ رمان آرزوهای بزرگ چارلز دیکنز است که در سال ۲۰۱۱ میلادی منتشر شد.

## بازیگران
- داگلاس بوث در نقش فیلیپ (پیپ) پیریپ
- ری وینستون در نقش آبل مگویچ
- جیلین اندرسون در نقش دوشیزه هاویشام
- دیوید سوشی در نقش جَگرز
- مارک ادی در نقش عمو پامبل چوک
- فرانسس باربر در نقش خانم برندلی
- تام برک در نقش بنتلی درامل
- چارلی کرید-میلز در نقش گروه‌بان
- شان دولی در نقش جو گارگری
- اسکار کندی در نقش پیپ جوان
- ونسا کربی در نقش اِستلا
- هری لوید در نقش هربرت پاکت
- سوزان لینچ در نقش مالی
- ایزی میکل-اسمال در نقش اِستلا جوان
- پل ریس در نقش کمپیسون / دنبی
- پل ریتر در نقش جان ویمیک
- جک راث در نقش دولگه اورلیک
- کلر راشبروک در نقش خانم جو
- پردیتا ویکس در نقش کلارا
- مری روسکو در نقش هانا، خدمتکار دوشیزه هاویشام
- اندرو بون در نقش ریموند پاکت، پدر هربرت
- ابیگیل باند در نقش کامیلا پاکت، مادر هربرت
- اروس ولاهوس در نقش هربرت پاکت جوان
- مایکل کالگان در نقش مرد مضطرب
- استیو لاتلی در نقش مایک، منشی جَگرز
- ویل تودور در نقش ستایش‌گر اِستلا
- دیو لجینو در نقش بوریت، زندان‌بان نیوگیت

## داستان

### قسمت اول
پیپ جوان (اسکار کندی) وقتی با یک محکوم فراری به نام آبل ماگویچ (ری وینستون) آشنا می‌شود که به او می‌گوید پرونده‌ای را بدزدد تا بتواند غل و زنجیر خود را بردارد، در مرداب‌ها بیرون می‌رود. پیپ برمی‌گردد و یک پای گوشت گوسفند همراه با پرونده می‌آورد که ماگویچ را بسیار شگفت زده می‌کند. بعداً، مگویچ در حین مبارزه با یک فراری مرموز (پل ریس) دوباره دستگیر می‌شود. پیپ با خواهرش (کلر راشبروک) و آهنگر، جو گارجری (شان دولی) زندگی می‌کند که از عمویش (مارک ادی) یاد می‌گیرند که دوشیزه هاویشام (گیلیان اندرسون) گوشه‌گیر به یک پسر جوان نیاز دارد. مطمئناً یک جایزه، خواهر پیپ او را جلو می‌برد و او هم‌بازی دخترخوانده هاویشم، اِستلا (ایزی میکل-اسمال) می‌شود. پیپ در طول مدتی که در خانه است متقاعد می‌شود که خیرخواه او خواهد شد و وقتی قراردادی را برای پرداخت هزینه کارآموزی آهنگری پیپ با جو امضا می‌کند، ناامید می‌شود، حتی زمانی که هاویشم به او می‌گوید هرگز برای دیدن او برنگرد. در حالی که او و جو در خانه هستند، خواهر پیپ مورد حمله اورلیک شرور (جک راث) قرار می‌گیرد و او را در تخت می‌گذارد و پیپ شاگردی هفت ساله‌اش را آغاز می‌کند. هفت سال بعد، پیپ (اکنون داگلاس بوث) که یک بار دیگر اِستلا (ونسا کربی کنونی) را دیده بود، توسط وکیل جَگرز (دیوید سوچت) را ملاقات می‌کند و به او اطلاع می‌دهد که یک خیرخواه ناشناس دارد که برای رفتن به او پول می‌دهد. لندن و زندگی خود را به عنوان یک جنتلمن شروع کنید، به شرطی که او فقط به عنوان پیپ شناخته شود و نباید در مورد منبع پول تحقیق کند. او با فرض این‌که بخشنده حویشم باشد، او را ملاقات می‌کند و قول می‌دهد که او را ناامید نکند.